# Tytroca dispar
Tytroca dispar är en fjärilsart som beskrevs av Rudolf Püngeler 1903. Tytroca dispar ingår i släktet Tytroca och familjen nattflyn. Inga underarter finns listade i Catalogue of Life.